# Kleinstesoepfabriek
Kleinstesoepfabriek is een Nederlands bedrijf dat op ambachtelijke wijze biologische bouillons en soepen produceert. De bouillons worden bijvoorbeeld vier dagen en nachten lang getrokken in grote ketels.
Het bedrijf werd opgericht in 2005 door Michel Jansen, die graag biologisch at, maar goede smaakvolle soepen miste in het assortiment. Hij ontwikkelde de soepen op het terrein van een biologische boerderij in Noordbroek. Sinds 2012 vindt de productie van de soepen plaats in Leek, Groningen. Het bedrijf produceert een groot assortiment soepen en bouillons in glazen potten uit de Nederlandse, mediterrane en oosterse keuken, waarvan een groot deel vegetarisch of veganistisch.
De soepen worden geëxporteerd naar het buitenland en in Nederland onder andere verkocht in biologische winkels zoals EkoPlaza, delicatessenzaken en Albert Heijn en Jumbo.
In 2017 en 2019 eindigde Kleinstesoepfabriek op de eerste plaats van de Tomatensoepwijzer van Questionmark. De Pure Tomatensoep van Kleinstesoepfabriek bevat het minste zout en geen toegevoegde suikers. In 2020 organiseerde het AD een test om supermarkt snert (erwtensoep) te vergelijken. Ook hier eindigde Kleinstesoepfabriek op de eerste plaats.